# Charles Henri Sanson

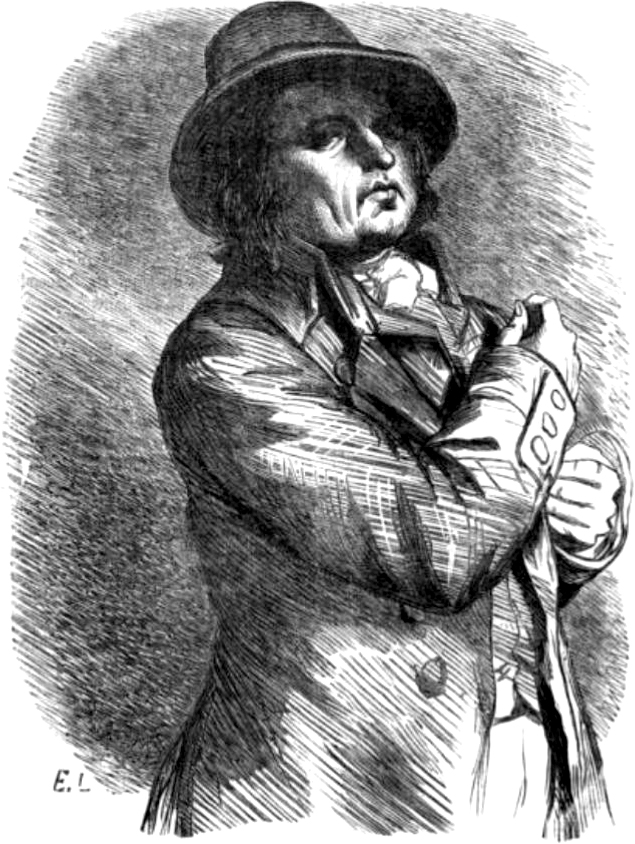
Charles-Henri Sanson, Zeichnung von Eustache Lorsay (1822–1871)

Chevalier Charles-Henri Sanson de Longval (* 15. Februar 1739 in Paris; † 4. Juli 1806 ebenda) war ein französischer Henker, seit 1778 offizieller Henker von Paris und wurde als der Scharfrichter der Französischen Revolution bekannt.

## Leben
Charles Henri Sanson wurde als ältester Sohn von Charles-Jean-Baptiste Sanson (1719–1778) sowie dessen erster Ehefrau Madeleine Tronson geboren. Er entstammt einer Henkersfamilie, die, ursprünglich aus Schottland stammend, sich in Abbeville in der Picardie niedergelassen hatte und dort wichtige Ämter bekleidete. Ein Zweig der Familie übte seit 1688 das Scharfrichteramt in Paris und Versailles aus: Charles-Louis Sanson (1635–1707), ein Nachfahre des Kartografen Nicolas Sanson, war 1662 Leutnant im Regiment des Marquis von La Boissière. Er heiratete 1675 Marguerite Jouënne († 1681), die Tochter des Henkers von Rouen, Pierre Jouënne. Er musste seine Militärlaufbahn beenden und ging 1687 als Witwer nach Paris. Am 24. September 1688 trat er das Erbe des Pariser Henkersamtes seines Vorgängers Nicolas Levasseur an und ehelichte 1699 Jeanne-Renée Dubut. Der Sohn aus erster Ehe, Charles Sanson (* 1681, † 25. September 1726), übernahm das Amt von 1707 bis 1726 und heiratete 1707 Anne-Marthe Dubutt. Sein Nachfolger war sein Sohn Charles-Jean-Baptiste Sanson. Wegen dessen Minderjährigkeit (7 Jahre) vertraten ihn seine Mutter und deren zweiter Ehemann, François Prudhomme, als „Regent“ (frz. régent, offizieller Titel eines Interimshenkers) bis 1739. Um die Hinrichtungen durch seine Person, die mit dem Amt direkt verbunden war, zu legitimieren, musste Charles-Jean-Baptiste Sanson jedoch seit frühester Kindheit an bei den Hinrichtungen als Beobachter zugegen sein. Zudem lernte er auf diese Weise sein blutiges Handwerk.
Charles-Henri Sanson wurde zunächst in der Klosterschule von Rouen erzogen, bis er 1753 als Vierzehnjähriger durch die Indiskretion des Vaters eines anderen Schülers, der bei einem Besuch von Charles-Henris Vater in diesem den Henker erkannt hatte, die Schule zum Bedauern des Leiters verlassen musste, um ihren guten Ruf nicht zu gefährden. Charles-Henri erhielt fortan Privatunterricht und ging an die Universität Leiden, um Arzt zu werden. Er hegte eine besondere Abneigung gegen das erbliche Gewerbe seiner Familie.

### Henker als Beruf

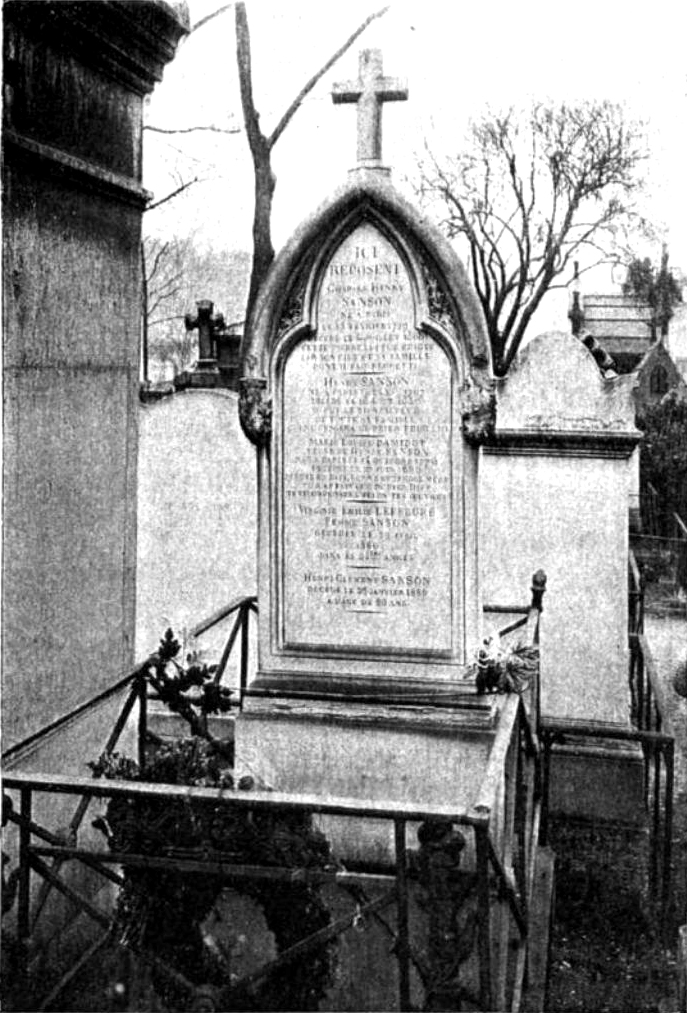
Grab Charles-Henri Sansons, dessen Sohnes Henri Sanson mit Ehefrau Marie-Louise Damidot und Enkels Henri-Clément Sanson mit dessen Gemahlin Virginie-Emilie Lefébure

Einer schweren Lähmung seines Vaters und dem Durchsetzungsvermögen Anne-Marthe Sansons, seiner Großmutter väterlicherseits, ist es zuzuschreiben, dass Charles-Henri sein Medizinstudium abbrach und den verhassten Beruf des Henkers zur Existenzsicherung seiner Familie 1754 antrat. Als Henker (bourreau) wurde er als „Monsieur de Paris“ – „Der Herr aus Paris“ (im Sinne von ein gewisser Herr aus Paris) – bekannt. Am 10. Januar 1765 heiratete Sanson seine zweite Ehefrau, die sechs Jahre ältere Marie-Anne Jugier. Sie hatten zusammen zwei Söhne, Henri (1767–1830), der sein offizieller Nachfolger wurde, und Gabriel (1769–1792), der ebenfalls bei Hinrichtungen tätig war.
1757 assistierte Charles-Henri Sanson seinem Onkel Nicolas-Charles-Gabriel Sanson (1721–1795, Henker von Reims) bei der extrem grausamen Verstümmelung und Hinrichtung des Königsattentäters Robert François Damiens. Sein Onkel quittierte danach den Dienst als Henker. 1778 bekam Charles-Henri schließlich offiziell den blutroten Mantel, das Zeichen des Henkermeisters, von seinem Vater Charles-Jean-Baptiste und hatte dieses Amt inne, bis sein Sohn Henri den von Krankheit Gezeichneten 1795 endgültig ablöste. Die überwiegende Mehrzahl der Hinrichtungen wurde von Sansons bis zu sechs Henkersknechten ausgeführt. Charles-Henri Sanson führte 2918 Enthauptungen durch, darunter die Ludwigs XVI., obgleich er selbst ein Anhänger der Monarchie war. Die Königin Marie Antoinette wurde von seinem Sohn Henri enthauptet, der seinen Vater de facto seit 1793 vertrat, er selbst wohnte der Hinrichtung nur bei. Später folgten auf der Guillotine eine Reihe prominenter Revolutionäre wie Georges Danton, Camille Desmoulins, Maximilien de Robespierre oder Antoine de Saint-Just, deren Verurteilung Charles-Henri Sanson mit Genugtuung zur Kenntnis nahm.

### Befürworter der Guillotine
Charles-Henri Sanson war ein eifriger Befürworter des Vorschlags des Arztes Joseph-Ignace Guillotin, der einen simplen Mechanismus zum Köpfen für eine humanere Art der Hinrichtung hielt. Er argumentierte damit, dass der Henker nach mehreren abgeschlagenen Köpfen rasch ermüde, das Richtschwert sich abnütze und Anschaffungs- und Erhaltungskosten enorm seien.
Zu Sansons Hobbys zählten die anschließende Sezierung seiner Opfer und die Herstellung von Medikamenten mittels Heilkräutern, die in seinem Garten wuchsen. In seiner freien Zeit spielte er gern Violine sowie Cello und ging offenbar gern in die Oper, da er besonders die Musik von Christoph Willibald Gluck mochte. An Musizierabenden traf er öfter mit dem Cembalobauer und Musikfreund Tobias Schmidt, einem Deutschen, zusammen, der als Handwerker später die Tötungsmaschine bzw. Guillotine nach dem Konzept von Antoine Louis, dem Leibarzt des Königs, und nach Vorschlägen des Königs selbst erstellen sollte. Am 25. April 1792 wurde sie erstmals auf dem Place de Grève (heute der Rathausplatz) bei der Hinrichtung des Banditen Pelletier durch Charles-Henri Sanson eingesetzt.
Eine Anekdote berichtet, Charles-Henri Sanson sei nach seinem Rücktritt Napoléon auf der Straße begegnet. Napoléon habe Sanson gefragt, ob er noch ruhig schlafen könne, nachdem er dreitausend Menschen hingerichtet habe. Sanson habe geantwortet: „Wenn die Kaiser, Könige und Diktatoren ruhig schlafen können, warum soll's nicht auch der Henker können?“ 

### Nachfolger
Im April 1793 übergab er sein Amt de facto an seinen Sohn Henri Sanson (1767–1840), der es bis zu seinem Tode 1840 insgesamt 47 Jahre innehatte. Er war Revolutionssoldat (Sergent, dann Kapitän der Nationalgarde von Paris, später der Artillerie und Polizei der Tribunale) und Henker, guillotinierte u. a. Marie Antoinette und den Chefankläger Antoine Quentin Fouquier-Tinville (1795). Sein jüngerer Bruder Gabriel (1769–1792), seit 1790 Assistent seines Vaters Charles-Henri und Bruders Henri, war beim Zeigen eines abgeschlagenen Hauptes durch Sturz vom Gerüst zu Tode gekommen. Charles-Henri Sanson selbst starb am 4. Juli 1806 und liegt auf dem Friedhof im Stadtteil Montmartre begraben. Im Familiengrab liegen auch sein Sohn Henri Sanson, dessen Frau Marie-Louise Damidot, der Enkel Henri-Clément Sanson und dessen Frau Virginie-Emilie Lefébure.
Henri-Clément (Henry-Clément) war der sechste und letzte Henker in der Familie. Er übte das Amt seit 1830 als Assistent und offiziell von 1840 bis 1847 aus. Er vollzog 18 Hinrichtungen (darunter die von Pierre-François Lacenaire und Victor Avril 1836) und musste 1847 wegen seiner krankhaften Spielsucht seine Guillotine verpfänden. Als dies bekannt wurde, kam er in Haft und musste den Behörden alles darlegen. Der französische Justizminister sah sich gezwungen, die Schulden seines Henkers zu bezahlen. Am 18. März 1847 wurde Henri-Clément Sanson seiner Amtspflichten entbunden. Damit endete die 159 Jahre lange Amtszeit der Familie Sanson als Henker von Paris. Eine letzte Hinrichtung auf der ausgelösten Guillotine hatte er noch auszuführen, bis Charles-André Férey als sein Nachfolger im Amt des Henkers bestellt wurde, der nach zwei Jahren von Jean-François Heidenreich abgelöst wurde. Henri-Clément Sanson schrieb in den folgenden Jahren seine Memoiren und die seiner Familie.
1859 setzte sich Henri-Clément Sanson mit den Jahrbüchern seiner Vorfahren auseinander, die belegen, dass die Sansons seit Ende 1685, als Charles Sanson de Longval von der Normandie nach Paris wechselte, die Todesurteile in der Hauptstadt des Königreichs vollstreckt haben. 1862 wurden Henri-Clément Sansons Arbeiten publiziert, die seit 2004 als vollständige Tagebücher der Henker von Paris vorliegen. Sanson resümierte (S. 11): „Durch heilige Pflichten an den Block und an das Beil geschmiedet, musste ich die traurige Aufgabe vollziehen, welche mir meine Geburt auferlegte. Aber inmitten meiner Laufbahn, dieser Art der einzige Sprössling einer Scharfrichterdynastie, habe ich dennoch mit Freuden dem Purpur des Schafotts und dem Zepter des Todes entsagt.“